# Cinzia (film)
Cinzia (Cynthia) è un film del 1947 diretto da Robert Z. Leonard.

## Trama
A scuola, l'eroe del baseball Larry Bishop impressiona una ragazza, Louise, e si innamorano. Entrambi sognano un giorno di viaggiare a Vienna, in Austria, per continuare la loro educazione, Larry in medicina, Louise in musica.
Mentre sono ancora al college, Louise e Larry si sposano, Louise rimane incinta e si trasferiscono nella città natale di Larry, Napoleon, in Illinois. Accetta un lavoro nel negozio di ferramenta di Dingle e crescono la loro figlia, Cynthia, che ha problemi di salute cronici ed è piuttosto fragile. Quindici anni dopo, i Bishop hanno problemi a sbarcare il lunario, Larry non può permettersi di acquistare la casa che affittano e non si fanno più illusioni sulle vite avventurose che intendevano condurre.
Il dottor Fred Jannings, cognato di Larry, è il medico di famiglia sin dalla nascita di Cynthia e le sconsiglia vivamente di svolgere attività faticose. Louise ignora questo consiglio e lascia che Cynthia prenda un ruolo nel musical della scuola, ma la sua salute peggiora, facendo arrabbiare Larry con sua moglie.
Nel frattempo Cynthia si innamora di un compagno di classe, Ricky Latham. Louise li incoraggia ad andare insieme al ballo di fine anno della scuola, il primo appuntamento in assoluto di Cynthia, nonostante le obiezioni del marito. Ma mentre le bollette e le preoccupazioni aumentano, Larry perde la pazienza e il lavoro un giorno dopo che il suo capo, J.M. Dingle, si oppone al suo arrivo in ritardo al lavoro. Dopo essere tornato a casa, Larry dice a Louise che ora possono lasciare Napoleon e andare a Chicago. Ma Louise ha deciso di usare i suoi soldi per comprare la casa, e nemmeno Cynthia vuole più andarci, perché ora sta insieme a Ricky. Alla fine, la famiglia si unisce per abbracciare il futuro, soddisfatta quando il capo di Larry torna, cappello in mano, chiedendogli di tornare al suo lavoro.